# Liessel (België)
Liessel was een gehucht in de Belgische stad Geel.
Samen met Stelen vormde de plaats vanaf 1871 een zelfstandige parochie. Er stond echter reeds vanaf 1758 een kapel, die gewijd was aan de Heilige Apollonia.
Liessel raakte ingeklemd tussen het Albertkanaal en de autoweg E313. Eind 20e eeuw viel het gehucht ten offer aan de aanleg van een grootschalig industrieterrein. Ook de kapel is toen gesloopt.
Van 2023-2024 werd ter plaatse een nieuw bedrijventerrein aangelegd onder de naam: Liessel Geel. Dit sluit aan bij de daar reeds bestaande bedrijventerreinen.